# Gusztáv Gegus

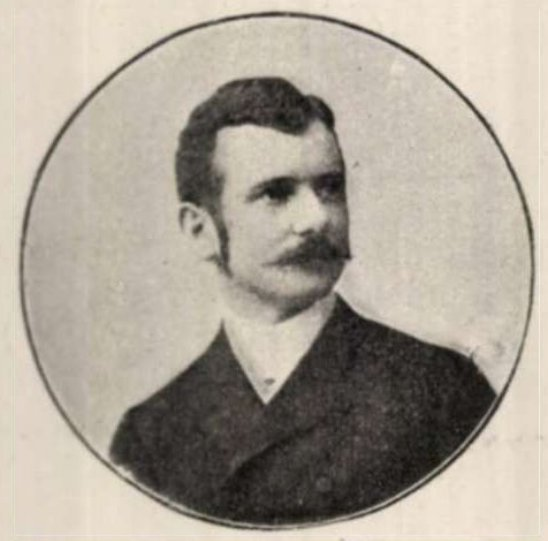
Gusztáv Gegus (1898)

Gusztáv Gegus von Gersény und Kisgerzsény (* 5. Oktober 1855 in Pilismarót, Komitat Esztergom; † 19. Februar 1933 in Budapest) war ein ungarischer Jurist und Minister. Er war im April 1906 für einige Tage Justizminister Ungarns.

## Leben
Ab 1886 war Gegus Vize-Staatsanwalt in Kecskemét, ab 1895 Staatsanwalt in Budapest und wurde 1898 Oberstaatsanwalt. Von 2. bis 8. April 1906 war er Justizminister in der Beamtenregierung von Géza Fejérváry.